# Камінгс (Техас)
Камінгс (англ. Cumings) — переписна місцевість (CDP) в США, в окрузі Форт-Бенд штату Техас. Населення — 2207 осіб (2020).

## Географія
Камінгс розташований за координатами 29°35′11″ пн. ш. 95°48′1″ зх. д. / 29.58639° пн. ш. 95.80028° зх. д. (29.586503, -95.800230).  За даними Бюро перепису населення США в 2010 році переписна місцевість мала площу 7,57 км², з яких 7,24 км² — суходіл та 0,32 км² — водойми. В 2017 році площа становила 6,62 км², з яких 6,29 км² — суходіл та 0,32 км² — водойми.

## Демографія
Згідно з переписом 2010 року, у переписній місцевості мешкала 981 особа в 288 домогосподарствах у складі 235 родин. Густота населення становила 130 осіб/км².  Було 307 помешкань (41/км²).
Расовий склад населення:
| - 69,3 % — білих - 6,8 % — чорних або афроамериканців - 1,1 % — корінних американців - 0,6 % — азіатів - 19,8 % — осіб інших рас |

До двох чи більше рас належало 2,3 %. Частка іспаномовних становила 68,7 % від усіх жителів.
За віковим діапазоном населення розподілялося таким чином: 31,6 % — особи молодші 18 років, 62,4 % — особи у віці 18—64 років, 6,0 % — особи у віці 65 років та старші. Медіана віку мешканця становила 29,5 року. На 100 осіб жіночої статі у переписній місцевості припадало 103,1 чоловіків;  на 100 жінок у віці від 18 років та старших — 101,5 чоловіків також старших 18 років.
Середній дохід на одне домашнє господарство  становив 77 201 долар США (медіана — 85 188), а середній дохід на одну сім'ю — 100 678 доларів (медіана — 97 105). Медіана доходів становила 53 859 доларів для чоловіків та 41 823 долари для жінок. 
Цивільне працевлаштоване населення становило 756 осіб. Основні галузі зайнятості: освіта, охорона здоров'я та соціальна допомога — 44,8 %, науковці, спеціалісти, менеджери — 26,3 %, будівництво — 15,7 %, виробництво — 6,3 %.